# Сражение при Альденховене (1793)
Сражение при Альденховене (нем. Schlacht bei Aldenhoven) — сражение 1 марта 1793 года, в котором австрийская армия под командованием герцога Саксен-Кобург-Заальфельдского успешно переправилась через реку Рёр и разбила авангардный корпус французской армии под командованием Рене Жозефа де Лануэ. Решающую роль в сражении сыграла кавалерийская атака под руководством эрцгерцога Карла, герцога Тешенского, проведённая на центр французской позиции.

## Перед сражением
В конце февраля 1793 года французские армии на севере были опасно рассредоточены. Франция объявила войну Нидерландам, и армия генерала Дюмурье, победителя при Жемаппе, участвовала в серии осад на голландской границе. На южной оконечности Нидерландов генерал Миранда осаждал Маастрихт, в то время как корпус прикрытия под командованием генерала Лануэ была размещен к востоку от города, чтобы охранять линию реки Рёр от любых атак войск коалиции. У Лануэ было 9 000 человек под его командованием, и они были рассредоточены вдоль довольно длинного участка реки, что делало их уязвимыми в случае автрийского наступления.
После изгнания из Австрийских Нидерландов союзники назначили герцога Саксен-Кобург-Заальфельдского командовать новым наступлением. Он должен был с 30 000 пехоты и 9 000 кавалерии попытаться снять осаду Маастрихта и затем продвинуться к Брюсселю. Если бы этот план увенчался успехом, Дюмурье вынужден был бы отказаться от своей кампании в Нидерландах, и французское влияние на Бельгию сильно ослабло бы.

## Ход сражения
Австрийская армия переправилась через Рёр в ночь с 28 февраля на 1 марта 1793 года. Авангард, вторая линия и корпус князя Вюртембергского переправились через реку у Дюрена, а к северу от них первая линия и отряды генерала Латура переправились по броду рядом с Юлихом и по наведенному мосту.
Союзники атаковали вдоль всей длинной линии французов между пятью и шестью часами утра 1 марта. Бои длились весь день. На северном крыле генерал Латур атаковал Линних. В центре генерал Клерфайт наступал на Альденховен, в то время как эрцгерцог Карл атаковал Лёнген, расположенный западнее по дороге из Юлиха в Ахен. На южном крыле князь Вюртембергский наступал на Эшвайлер по дороге из Дюрена в Ахен.
В центре оборонительной линии французы построили редут в Косларе, к востоку от Альденховена, и эту позицию защищали два батальона, но так как Клерфайт стал обходить эту позицию, двигаясь в сторону Лоренсберга, французы были вынуждены отступить в направлении Хёнгена.
Два редута защищали французские позиции в Хёнгене, по одному с каждой стороны дороги. Лануэ надеялся защитить эту позицию, но когда австрийцы стали обходить и эту вторую позицию, французы стали готовиться к отступлению в направлении Ахена. Запланированное планомерное отступление было сорвано атакой австрийской кавалерии под командованием эрцгерцога Карла. Драгуны и гусары выбили артиллеристов с их позиций на редутах и атаковали пехоту, находившуюся позади редутов. Эта неудача деморализовала французскую пехоту, и она оставила линию обороны и бежала.
Лануэ попытался сплотить войска у Санкт-Ёриса, но безуспешно. Затем он отдал приказ корпусу отступить к Ахену, но был вынужден закрыть городские ворота, чтобы армия не застряла в городе, и французы были вынуждены обходить Ахен.
Австрийцы, основательно переправившись через Рёр, ночью расположились лагерем между Альденховеном и Эшвайлером.

## Результаты
Австрийцы захватили шестнадцать орудий и триста пленных, потеряв всего 30-40 человек. Французы потеряли 2000. Победа во многом была одержана благодаря действию австрийской кавалерией под командованием эрцгерцога Карла. 2 марта австрийцы захватили Ахен. Миранда был вынужден отказаться от осады Маастрихта и отступить к западу от Ахена. Началось второе вторжение союзников в Бельгию и Францию. Победа при Альденховене стала первым успехом для австрийцев во время их нового наступления в Бельгии после поражений и отступления 1792 года.